# Fabio Di Sauro
Fabio Di Sauro (Terracina, 19 dicembre 1975) è un ex calciatore italiano, di ruolo difensore.

## Carriera

### Giocatore
Cresciuto nell'Inter, ha esordito in Serie A coi nerazzurri l'8 aprile 1994 in Inter-Lecce (4-1).
Dopo una stagione al Gualdo in Serie C1, torna in Serie A con la Cremonese, che a novembre lo cede alla Reggina in Serie B. Resta in questa categoria per quattro anni consecutivi, vestendovi anche le maglie di Cremonese stessa, Fidelis Andria e Cosenza per un totale di 93 presenze in cadetteria.
Prosegue la carriera in Serie C1 e Serie C2.

### Allenatore
Terminata la carriera da calciatore intraprende quella da allenatore. Dopo aver guidato il Club Ponte 98 in promozione(campania), decide di accettare, dalla stagione 2015/16, di tornare nella propria città natale e guidare la neonata società Città Di Terracina, fondata dopo il fallimento dell'SSD Terracina Calcio, nel campionato di Terza Categoria della provincia di Latina.

## Palmarès

### Club

#### Competizioni internazionali
- Coppa UEFA: 1

Inter: 1993-1994